# Interlaken
|  | Per a altres significats, vegeu «Interlaken (desambiguació)». |

Interlaken (en català 'Entrellacs') és una comuna suïssa del cantó de Berna, capital del districte d'Interlaken. Limita al nord amb la comuna de Ringgenberg, a l'est amb Bönigen, al sud amb Därligen i Matten bei Interlaken, i a l'oest amb Unterseen. Interlaken és al centre de Suïssa molt pròxima als Alps. El riu Aar travessa la ciutat.

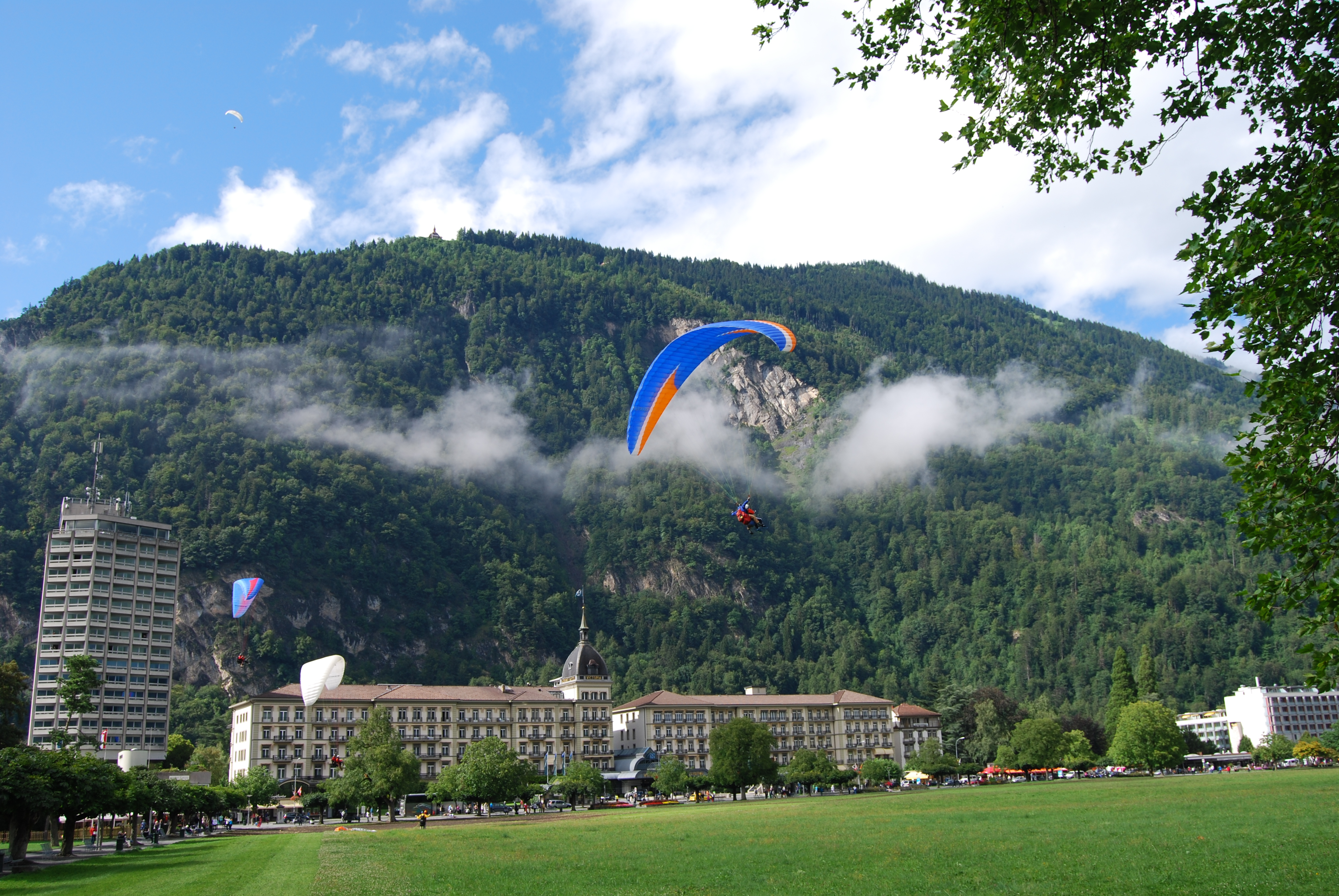
Victoria-Jungfrau, Interlaken

## Història

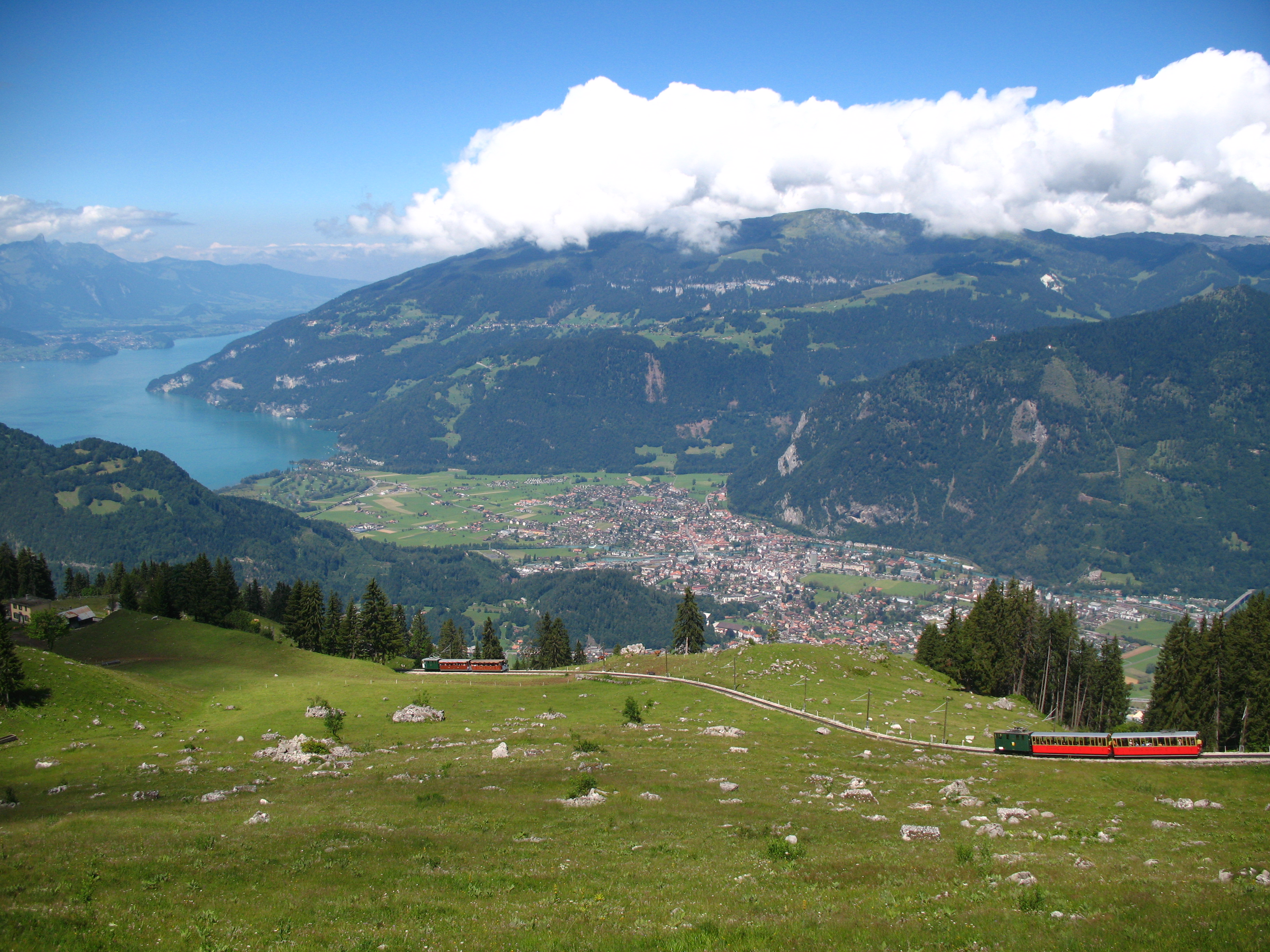
Vista d'Interlaken des de Schynige Platte

El nom de la ciutat ve de la seva posició geogràfica entre llacs de Thun i Brienz, aquest nom va ser adoptat el 1891, per substituir el seu antic nom: Aarmühle . Donada la popularitat del lloc entre visitants provinents d'Espanya i del món llatí, el seu nom en espanyol Entrelagos també va adquirir certa divulgació en l'àmbit turístic.
La major importància de la comuna era el convent de l'Orde de Sant Agustí que en ell se situava i que va deixar de funcionar el 1528. Més tard la comuna va ser coneguda com a destí turístic, es diu que és un dels destins turístics més antics de Suïssa i encara avui és un dels més populars i visitats.

## Economia
La indústria tèxtil era l'activitat principal del municipi d'Interlaken, actualment aquesta renda és poc significativa per haver sigut reemplaçada pel turisme que avui en dia és la major entrada de renda del municipi. Malgrat la seva reduïda població (5200 habitants), la ciutat té dues estacions 

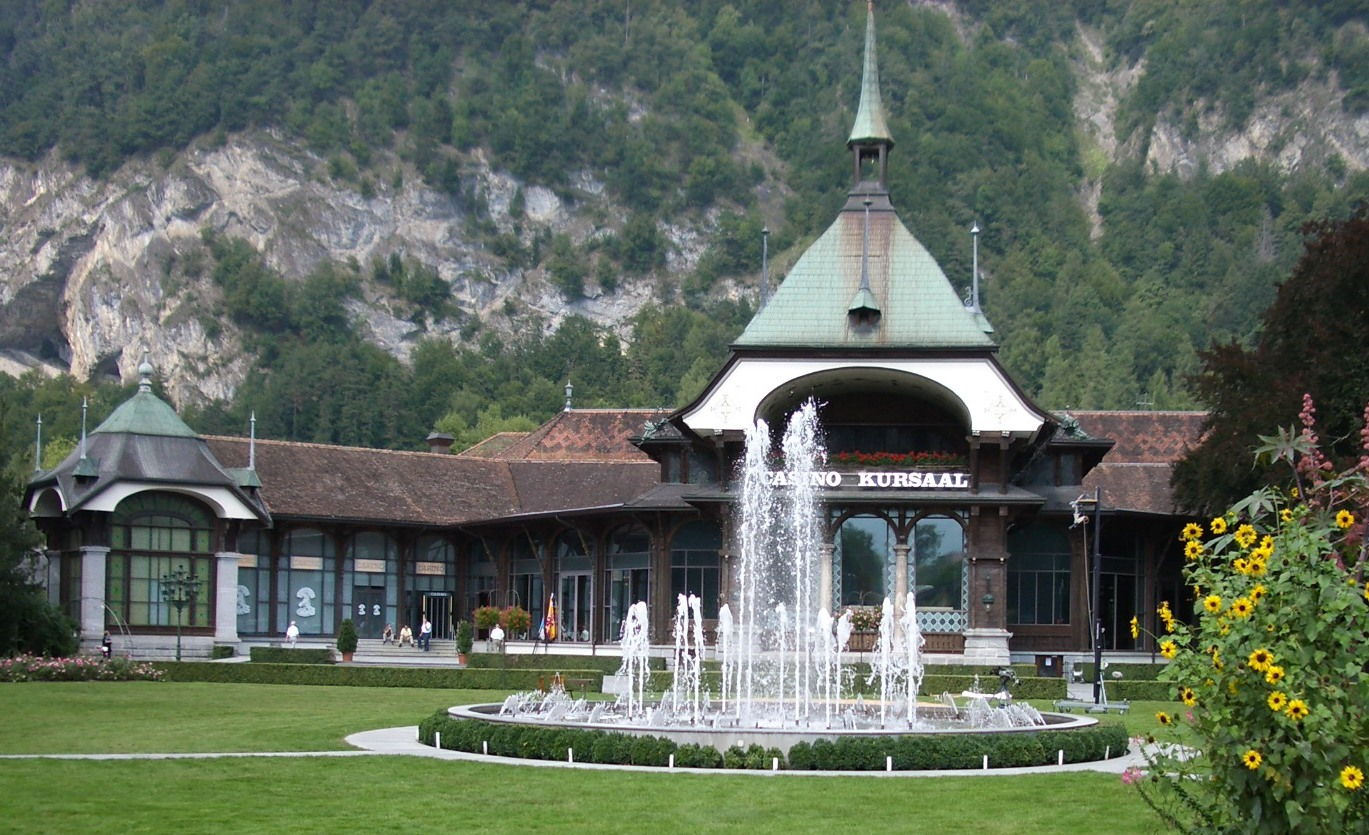
Al carrer principal

de tren ("Interlaken Ost" i "Interlaken West") i dos funiculars, Harderbahn i Heimwehfluh.
Les connexions de tren a Interlaken serveixen la regió de la Jungfrau via Berner Oberland Bahn, amb les línies de connexió sobre el pas de Brunig direcció Luzern. Les connexions mitjançant la línia principal serveixen Interlaken amb Spiez, Thun i Berna. Hi ha també acoblaments regulars de l'autobús a les ciutats veïnes com Thun.

### Turisme
La ciutat ofereix als turistes una base pasible d'on es pot explorar els voltants en tren o autobús. Tot i així, l'atracció principal segueix sent la Jungfrau (4.158 m) i el conjunt del Jungfrau-Aletsch-Bietschhorn, declarat Patrimoni de la Humanitat per la UNESCO. La major part dels hotels estan situats al llarg del carrer Höheweg, amb unes magnífiques vistes sobre les muntanyes.
L'estació d'Interlaken té fama turística des de fa molt temps. Entre els seus clients habituals figuraven, per exemple: Goethe, Lord Byron i Felix Mendelssohn.

## Ciutats agermanades
- Ōtsu
- Scottsdale
- Třeboň
- Huangshan
- Zeuthen